# Sémaphore de Monte Arpagna
Le sémaphore de Monte Arpagna , également appelé sémaphore de l'île de Capraia, est un sémaphore maritime désaffecté du canal de Corse qui se situait au sommet du Mont Arpagna de l'île de Capraia, en mer Tyrrhénienne.

## Historique
Le sémaphore, dont la construction remonte au début du XXe siècle, a été activé par la Regia Marina pour surveiller le trafic maritime dans la section du canal de Corse à l'ouest de l'île de Capraia et pour éclairer l'île la nuit pour les bateaux de passage. En 1914, un observatoire météorologique fut par ailleurs activé pour enregistrer les données jusqu'en 1952, année où fut décidé le démantèlement définitif de l'infrastructure, après que le phare eut temporairement cessé son activité en 1943. Pour l'éclairage de la côte ouest de l'île, un phare moderne a ensuite été activé à un point plus proche de la côte.
De l'ensemble, le bâtiment principal en fer oxydé, de plan rectangulaire, est aujourd'hui laissé sans portes ni fenêtres. La terrasse sommitale sur laquelle se trouvait le phare et un bâtiment secondaire dans lequel logeaient les employés de la Marina Militare qui y servaient ont été complètement perdus. Certains projets de valorisation du complexe sont actuellement à l'étude.